# Koror (eiland)

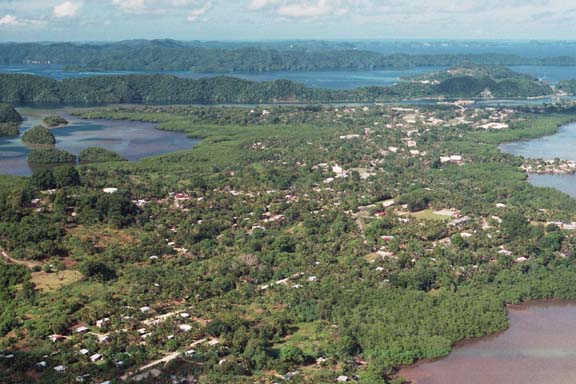
Luchtfoto van Koror

Koror (of Oreor, Corrora of Pelew) is een eiland in de Oceanische republiek Palau. Het eiland behoort met enkele kleine nabijgelegen eilanden tot de staat Koror.
De grootste stad op het eiland is de gelijknamige stad Koror. Dit was tot en met 6 oktober 2006 ook de nationale hoofdstad van Palau en is tevens de hoofdstad van de staat Koror. Koror is veruit het dichtstbevolkte eiland van Palau, hoewel Babeldaob aanzienlijk groter is.
Koror ligt net ten zuiden van het grootste Palause eiland, Babeldaob, waarmee het door middel van een brug is verbonden. Deze brug, de Koror-Babeldaob Bridge, werd geopend in december 2001 en gebouwd door een Japans bedrijf. Eerder werd in 1977 een brug van Zuid-Koreaanse makelij geopend, maar deze stortte op 26 september 1996 ineen, vanwege een slechte constructie en slecht onderhoud. Twee mensen stierven. Gedurende de jaren erna werd er een Japanse noodbrug gebruikt.